# メジャーリーグベースボール選手会
メジャーリーグベースボール選手会（メジャーリーグベースボールせんしゅかい、Major League Baseball Players Association, 略称MLBPA）は、アメリカ合衆国とカナダのプロ野球リーグであるメジャーリーグベースボール（MLB）において選手らにより組織されている労働組合で、アメリカンリーグ、ナショナルリーグの各球団の26人、あるいは40人のロースター登録枠の選手はすべて加入している。MLB選手会とも。日本の選手会とは違い、選手の肖像権管理などを通じて資金力もあるため、契約交渉や有力選手のFA移籍、トレードに関しても強い影響力を持ち、「世界最強の労働組合」とも呼ばれる。

## 沿革
現在の選手会が結成されたのは1965年で、結成から間もない1年後の1966年に全米鉄鋼労連からマービン・ミラーを起用する。当時は保留事項が存在し、いったん選手は球団と契約を結ぶと半永久的に球団に拘束されるという仕組みになっていた。これは、選手のオーナーに対する立場の弱さにつながっていたと考えられたため、選手側は組合を結成して対抗しようとしたのである。
1968年に球団オーナーと団体交渉の協約で、基本給与、年金などを取り決めた。

### フリーエージェント制導入まで
1972年には開幕から13日に及ぶ最初のストライキが起きている。その後選手会側は年俸調停制度、トレードの拒否権、テン・アンド・ファイブルールを勝ち取った。
1974年、オークランド・アスレティックスのキャットフィッシュ・ハンターがオーナーの契約不履行を訴えた。ピーター・ザイツを委員長とする調停委員会は主張を認め、球団に拘束されない選手であると認定した。ハンターは1975年にニューヨーク・ヤンキースに移籍し、複数年契約を結ぶことになった。
そして1976年、ついにフリーエージェント（FA）制度が導入される。きっかけは1975年にデーブ・マクナリー（モントリオール・エクスポズ）とアンディ・メッサースミス（ロサンゼルス・ドジャース）が球団の契約に不満でサインを拒否し、結局契約なしのままプレイしたことにある。球団はオプションとして契約を1年延長する権利を行使した形を取った。メッサースミスは「オプション年としてプレイしたのだから、もはや球団には拘束されない」と主張した。
再びピーター・ザイツ委員長の調停委員会による裁定が行われた。1975年12月に裁定を発表し、「契約の期限が切れたら、選手は他の球団を自由に交渉できる」とし、フリーエージェント制度に関する仕組みを基本条約に盛り込むことを勧告したのである。
経営者側は憤激し、選手会との基本協約の交渉は暗礁に乗り上げ、1977年の春のキャンプをロックアウトするなどしたが、結局同年7月に、MLBに6年以上在籍した選手に対してフリーエージェントの資格を与えることで合意した。
こうして選手側は移籍の権利を獲得したが、これは選手年俸の大幅な上昇をもたらし、経営者側は悲鳴を上げることになる。基本協約の期限が切れるその都度、オーナーと選手会は交渉を行うことになるが、フリーエージェント制度の廃止を目論む経営者側と、維持したい選手会側の交渉は大きく揉めることになる。

### 労使交渉とストライキ
これ以後経営者側は、フリーエージェント選手を獲得した際に、元の球団に「見返り」と称してドラフト会議での指名権の譲渡を盛り込んだが、経営者側はこれを更に踏み込んだ仕組みにすることでフリーエージェント制の「骨抜き」を目論んだのである。
結局1981年に50日間に及ぶストライキが行われて、6月12日から8月1日に及び、713試合が中止になった。経営者側、選手側双方とも多額の損失を出したが、経営者側はロイズ社に対してストの保険金をかけていた。ストライキが解除になったのは、経営者側への保険金支払いが尽きたこととも関係がある。シーズンは前後期制の変則日程となった。
1984年12月に基本協約が切れ、新たな基本協約を結ぶことになった。当時コミッショナーはピーター・ユベロスに交代したばかりで、ユベロスは強力に指導力を発揮した。この時も交渉が決裂し、ストライキになったが2日中断だけで済んだ。のちに5年の新協約に合意した。

### 共同謀議
だがユベロスは舞台裏で、経営者側に対してフリーエージェントとなった選手と契約しないように密かに働きかけていた。これは共同謀議（en:baseball collusion）と呼ばれるもので、全球団のオーナー、GMらが結託してフリーエージェント選手を獲得しないよう申し入れたものである。これは1985年から1987年のオフシーズンにかけて起こり、またしても選手会は調停委員会に持ち込むことになった。
結局選手会の主張通り共同謀議の存在が認められた。1990年12月に和解が成立し、共同謀議による選手側1の損失は2億8千万ドルと算出され、1991年、1992年にかけて支払われることになった。経営者側は、球団毎の年俸総額に上限を定め、違反した球団にドラフト指名権の剥奪や制裁金等の厳しい処分が科せられるサラリーキャップ制導入を目論んでいたが、選手側がこれに納得するはずもなく労使交渉はずっと不安定なままであり、オーナー、選手会共に混乱が収拾するとは思っておらず、ストライキに向けて下準備するという異常事態となった。フェイ・ヴィンセントは1990年に「次回の交渉で対立が起きないだろうと約束するということは、ナンセンスである」とまで言っていた。

### 史上初のストライキによるワールドシリーズの中止
1990年に締結された労使協約が1993年12月31日に失効するため、新たな労使協約が必要となったが、双方の話し合いは中々行われなかった。最初に話し合いがあったのは1994年の3月である。選手会は、経営者側が労使の話し合いを遅らせることで、交渉の余地を狭めているのではないかと警戒した。選手会は7月28日に、ストライキ突入の最終期限を8月12日に設定した。これはレギュラーシーズンの終盤にあたり、一番収入の見込める時期に設定して経営者側に圧力をかけようとした。結局交渉は決裂し232日間に及ぶ長期ストライキに突入。その後も歩み寄りの気配はなく、経営者側は9月14日にレギュラーシーズンとポストシーズン、ワールドシリーズ中止の声明を発表した。

### 2002年の球団解散騒動
2002年の労使交渉に先立って、2001年11月にMLB機構は経営不振を立て直すと称して数球団の解散を目論み、エクスポズとミネソタ・ツインズが削減候補として浮上する。名目はMLBの経営不振だったが、メディアの報道は専ら「球団の解散によって選手会に属する選手の数を減らし、選手会の力を減じることを目論んだもの」と指摘するものばかりであった。結局、球団の解散は地元自治体の訴訟などの動きなどによって事実上断念された。労使交渉はやはり大きくもめ、ストライキも不可避という見方が大半であったが、2002年8月期限切れ寸前のところで合意され、奇跡的にストライキは回避された。
その後2006年に期限切れよりもはるか前に合意がなされた。以降はMLBの労使交渉は安定しているといえる。

## 歴代代表
| 代    | 氏名                 | 在任時期                                | 補足         |
| ----- | -------------------- | --------------------------------------- | ------------ |
| 初代  | ボブ・フェラー       | 1956年 - 1959年                         | 会長         |
| 第2代 | フランク・スコット   | 1959年5月1日 - 1966年                   | 専務理事     |
| 第3代 | マービン・ミラー     | 1966年7月1日 - 1982年12月9日            | 専務理事     |
| 第4代 | ケン・モフィット     | 1982年12月9日 - 1983年11月22日          | 専務理事     |
| ―     | マービン・ミラー     | 1983年11月22日 - 1983年12月9日          | 専務理事代行 |
| ―     | ドナルド・フェア     | 1983年12月9日 - 1985年12月              | 専務理事代行 |
| 第5代 | ドナルド・フェア     | 1985年12月 - 2009年6月22日              | 専務理事     |
| 第6代 | マイケル・ウェイナー | 2009年6月22日 - 2013年11月21日          | 専務理事     |
| 第7代 | トニー・クラーク     | 2013年11月21日（正式には12月3日から） - | 専務理事     |